# Hovet, Buskerud
Hovet är en kyrkby i Hols kommun i Buskerud fylke i Norge. Byn ligger vid fylkesväg 50 och ån Storåne. Här finns Hovets kyrka.

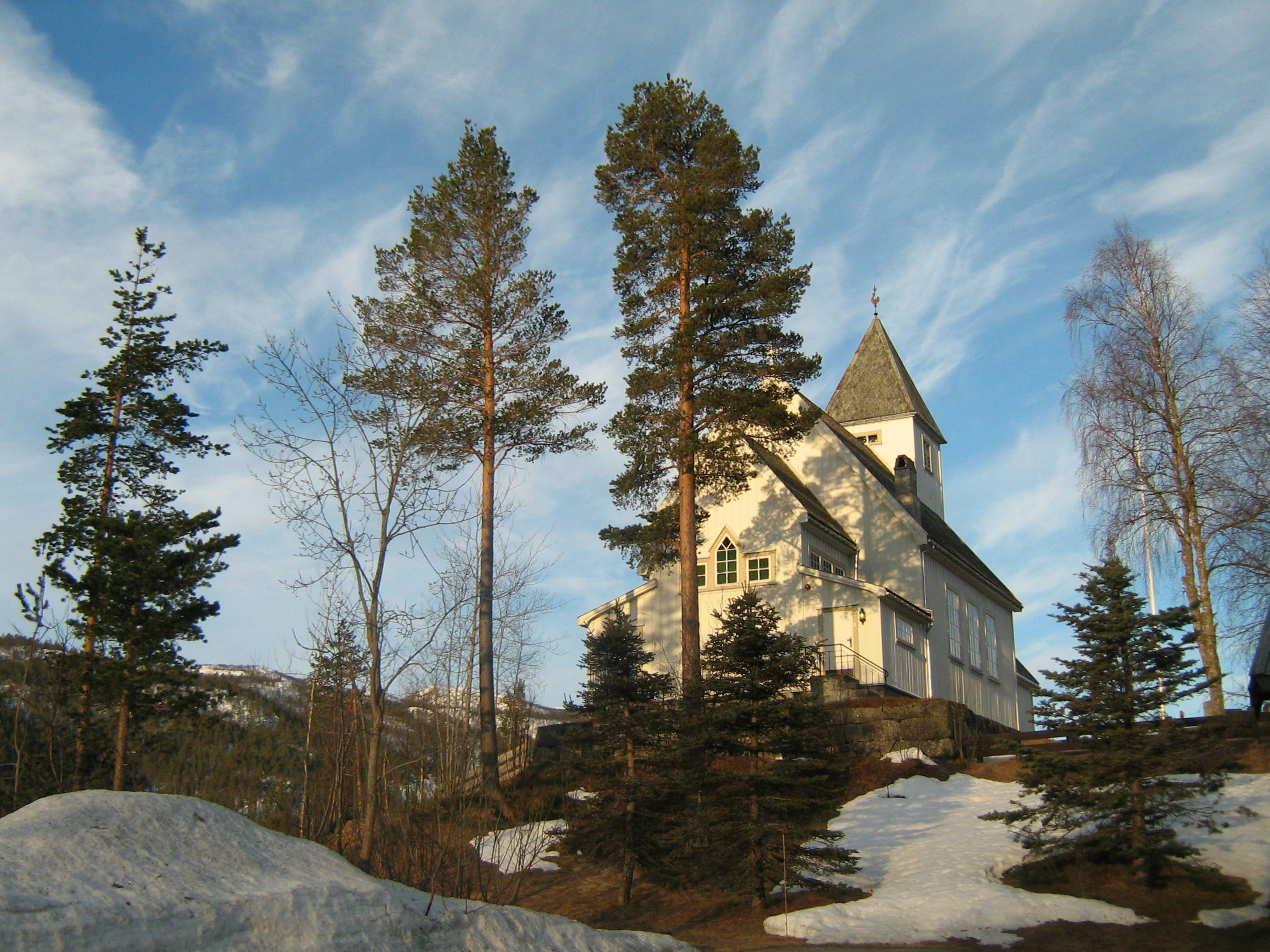
Hovets kyrka.